# Jugoslovanska hokejska liga 1954/55
Sezona 1954/55 jugoslovanske hokejske lige je bila dvanajsta sezona jugoslovanskega prvenstva v hokeju na ledu. Naslov jugoslovanskega prvaka so šestič osvojili hokejisti srbskega kluba HK Partizan Beograd. O naslovu prvaka je odločal turnir v Beogradu, ki je potekal med 2. in 6. februarjem 1955.

## Končni vrstni red
1. HK Partizan Beograd
2. S.D. Zagreb
3. HK Ljubljana
4. KHL Mladost Zagreb
5. HK Crvena Zvezda
6. Papirničar Vevče